# 天課
天課（阿拉伯语：‎）是屬於伊斯蘭教的宗教術語，含有“洁净”、“纯净”之意，也就是说通过交付“天课”使自己的财产更加洁净，是念、拜、齋、課、朝五功的第四功。在产权范畴里，可转化为“穷人的份额”或“慈善施舍”的意思。因为，据相关教法规定，当穆斯林个人资产超过了一定限额，就应按一定的比率缴纳课税，用于施舍贫困者，唯其如此，其所占有的资财才算是合法纯洁的。 “天课”制度是在伊曆2年(公元623年)规定的。
穆斯林认为天课是真主安拉對那些豐衣足食的穆民的主命（fard），指令他（她）們把其每年盈餘財富的一部份用作幫助貧民和有需要的人。安拉说：“你们应当谨守拜功，完纳天课，并以善债借给真主。你们为自己做什么善事，都将在真主那里得到更好更大的报酬。你们应当向真主求饶，真主是至赦的，是至慈的。”（《古兰经》73：20）安拉说：“正义是信真主、信末日、信天神、信天经、信先知，并将所爱的财产施济亲戚、孤儿、贫民、旅客、乞丐和赎取奴隶，并谨守拜功、完纳天课、履行约言、忍受贫困、患难和战争。这等人，确是忠贞的；这等人，确是敬畏的。”（《古兰经》2:177）

## 作用
伊斯兰教经典中，“认主独一”和“劝善戒恶”是使用比较频繁的两个词汇，体现了慈善在伊斯兰教中的地位，无论从宗教还是世俗的不同视角来看，伊斯兰教宗教慈善具有浓厚的宗教色彩、道德烙印。从宗教和社会的不同角度来看，伊斯兰教宗教慈善分为两个不同的方面：宗教功课（天课）慈善，是必须履行的义务与责任，是宗教规定必须完成的宗教功修，不可推卸；伦理道德慈善（行善、施舍），是伊斯兰教社会伦理道德的体现，强调个人对社会责任的承担，没有强制性。
天课作为一种伊斯兰教特有的宗教赋税，起着调节社会财富流向、二次分配社会财富的功能，是伊斯兰教“敬主爱人”天条使命的集中体现，具有和礼拜等同的宗教功修作用，体现出伊斯兰精神并符合伊斯兰教公正、公平、正义、平等的社会伦理原则。伊斯兰教宗教慈善事业在积极调整人与人之间的经济利益关系方面，唤起了穆斯林的宗教热情和社会责任，对阿拉伯半岛伦理道德和社会责任的重塑起到关键作用。伊斯兰教宗教慈善经过千百年积淀和嬗变，已逐渐渗透到穆斯林社会生活各个领域和层面，成为一种生活方式、文化形态，影响着广大穆斯林民众。清晰伊斯兰教宗教慈善事业，有助于人们全面、客观、历史的认识伊斯兰文化。
「天課」一詞對於伊斯蘭教來說屬於五善功之一，亦可簡稱為「課」，意指「法定施捨」。
天课的接受对象在《古兰经》中有如下规定：「救濟品惟歸給窮困的、赤貧的、為此工作的、其心可得安定的、用以贖身的、拖欠外債的、用於安拉之道上、與旅客。這是安拉的規定，安拉是深知的、明哲的。」（古蘭經第九章六十節）

## 注脚
1. 1 2  曹久金. . 《阿拉伯世界研究》. 1990, (04期)  [2013-06-10]. （原始内容存档于2016-03-04）.
2. ↑  马丽蓉.  (PDF).[永久]
3. 1 2  .   [2013-06-10]. （原始内容存档于2015-06-07）.
4. ↑  贾喜平. . 《中国穆斯林》. 2002, (5)  [2013-06-10]. （原始内容存档于2018-08-22）.
5. ↑  马哲贤. . 《中国穆斯林》. 1983, (02期)  [2013-06-10]. （原始内容存档于2018-08-22）.
6. ↑  王许林. . 《东北师范大学》. 2011  [2013-06-10]. （原始内容存档于2016-03-04）.

## 參閲
- 伊斯兰银行